# Sherman (hrabstwo Chautauqua)
Sherman – wieś w Stanach Zjednoczonych, w stanie Nowy Jork, w hrabstwie Chautauqua.